# Clima de la República Dominicana

Tipos de clima de la República Dominicana.

La República Dominicana tiene un clima tropical húmedo, influenciado por los vientos alisios del noreste, la corriente del Golfo y la presencia de fenómenos como tormentas tropicales y huracanes, especialmente entre junio y noviembre. La temperatura media anual varía entre 25 y 30 grados Celsius, aunque en zonas montañosas como Constanza puede descender por debajo de los 10 grados en invierno.
Las precipitaciones dependen de la región: el norte y noreste reciben lluvias frecuentes, mientras que el suroeste es más seco. La temporada de lluvias va de mayo a noviembre, con picos en mayo y octubre. Fenómenos como El Niño y La Niña pueden alterar estos patrones, afectando la agricultura, los recursos hídricos y la biodiversidad del país.

## Factores climáticos

### Influencia de la latitud y la altitud
Ubicada entre los 17°36' y 19°58' de latitud norte, la República Dominicana presenta temperaturas elevadas durante todo el año. Sin embargo, la altitud juega un papel importante en la variabilidad climática. En las zonas montañosas, como la Cordillera Central, las temperaturas pueden descender hasta los 0 °C en invierno, mientras que en las regiones costeras y valles bajos, los valores térmicos suelen ser más altos.

## Vientos alisios y corrientes marinas
Los vientos alisios del noreste desempeñan un papel clave en la regulación del clima de la República Dominicana, ya que moderan las temperaturas y transportan humedad desde el océano Atlántico. Al entrar en contacto con el relieve montañoso, especialmente en la vertiente norte del país, estos vientos provocan lluvias orográficas, lo que explica la alta pluviosidad en regiones como la costa norte y la península de Samaná.
Por su parte, la corriente del Golfo contribuye a la estabilidad térmica, evitando cambios bruscos de temperatura y favoreciendo un clima cálido durante todo el año. Además, su influencia en los patrones de precipitación puede intensificar la humedad en algunas zonas y modificar la trayectoria de sistemas meteorológicos, incluyendo tormentas tropicales y huracanes que afectan al país durante la temporada ciclónica.

## Estaciones y precipitaciones

### Temporada de lluvias
Las lluvias en la República Dominicana siguen un patrón bimodal, con dos períodos principales de precipitaciones. El primero y más intenso se extiende de mayo a octubre, coincidiendo con la temporada ciclónica en el Atlántico, cuando la actividad de tormentas tropicales y huracanes puede incrementar las lluvias en distintas regiones del país. El segundo pico, aunque menos pronunciado, ocurre entre noviembre y diciembre, influenciado por la persistencia de la humedad atmosférica y la actividad de los vientos alisios.
La distribución de las precipitaciones varía según la región. La vertiente norte, especialmente en áreas como la costa atlántica y la península de Samaná, recibe lluvias más frecuentes y abundantes debido al impacto directo de los vientos alisios, que transportan humedad desde el océano Atlántico. En contraste, el suroeste del país, incluyendo provincias como Pedernales y Barahona, experimenta un clima más seco, con menor incidencia de lluvias debido a su ubicación en la sombra orográfica de las montañas.

### Temporada seca
La temporada seca en la República Dominicana se extiende de diciembre a abril, caracterizándose por una reducción significativa de las precipitaciones, especialmente en la región sur y en el valle del Cibao. Durante estos meses, los sistemas de alta presión y la disminución de la influencia de los vientos alisios contribuyen a un clima más seco y estable, con cielos despejados y temperaturas cálidas en la mayor parte del territorio.
Sin embargo, la aridez es más pronunciada en algunas zonas del suroeste del país, como las provincias de Pedernales, Barahona e Independencia, donde la combinación de factores geográficos y climáticos limita las lluvias durante todo el año. Estas regiones están influenciadas por la sombra orográfica de las montañas y la menor incidencia de frentes húmedos, lo que da lugar a ecosistemas semiáridos y de bosque seco, con vegetación adaptada a la escasez de agua.

## Huracanes y tormentas tropicales
La República Dominicana se encuentra dentro de la trayectoria de los huracanes del Atlántico, lo que la hace vulnerable a estos fenómenos meteorológicos. La temporada ciclónica se extiende oficialmente del 1 de junio al 30 de noviembre, con una mayor actividad entre agosto y octubre, cuando las condiciones oceánicas y atmosféricas favorecen la formación de ciclones tropicales.
Los huracanes y tormentas tropicales pueden traer consigo fuertes precipitaciones, vientos intensos y marejadas ciclónicas, lo que provoca inundaciones, deslaves y daños en infraestructuras, viviendas y cultivos. La intensidad de estos eventos varía según la trayectoria y la categoría del ciclón, siendo los huracanes más poderosos capaces de generar destrucción a gran escala. Entre los huracanes más devastadores que han impactado el país se encuentran el huracán San Zenón en 1930, el huracán David en 1979 y el huracán Georges en 1998, los cuales causaron miles de muertes y pérdidas económicas millonarias.
Para mitigar los efectos de estos fenómenos, las autoridades dominicanas, a través del Centro de Operaciones de Emergencias (COE) y la Oficina Nacional de Meteorología (ONAMET), implementan planes de prevención y respuesta. Estos incluyen sistemas de alerta temprana, evacuaciones preventivas y campañas de concienciación dirigidas a la población. A pesar de estos esfuerzos, la vulnerabilidad del país sigue siendo alta, especialmente en comunidades costeras y zonas de alto riesgo, donde la exposición a inundaciones y deslizamientos de tierra es mayor.

## Regiones climáticas

### Clima tropical húmedo
El clima tropical húmedo predomina en la mayor parte de la República Dominicana, especialmente en las zonas costeras y llanuras bajas, con temperaturas cálidas durante todo el año, entre 25 y 30 grados Celsius. Las precipitaciones son moderadas a abundantes, con una temporada lluviosa de mayo a octubre, especialmente en la vertiente norte, influenciada por los vientos alisios que traen humedad desde el Atlántico.

### Clima semiárido
Algunas zonas del suroeste, como la provincia de Pedernales y el Valle de Neiba, presentan un clima más seco, con lluvias escasas y temperaturas elevadas.

## Cambio climático
El cambio climático ha influido en la variabilidad de las precipitaciones y en el incremento de temperaturas en el país. Se ha observado una tendencia al aumento del nivel del mar y una mayor frecuencia de eventos climáticos extremos, como sequías prolongadas e inundaciones repentinas.